# Hörselberghaus
Das Hörselberghaus ist ein Gebäude, welches ursprünglich als Vereinsheim, Schutz- und Gasthaus auf dem Großen Hörselberg im Westthüringer Berg- und Hügelland nördlich des Thüringer Waldes zwischen 1889 und 1890 im errichtet wurde.

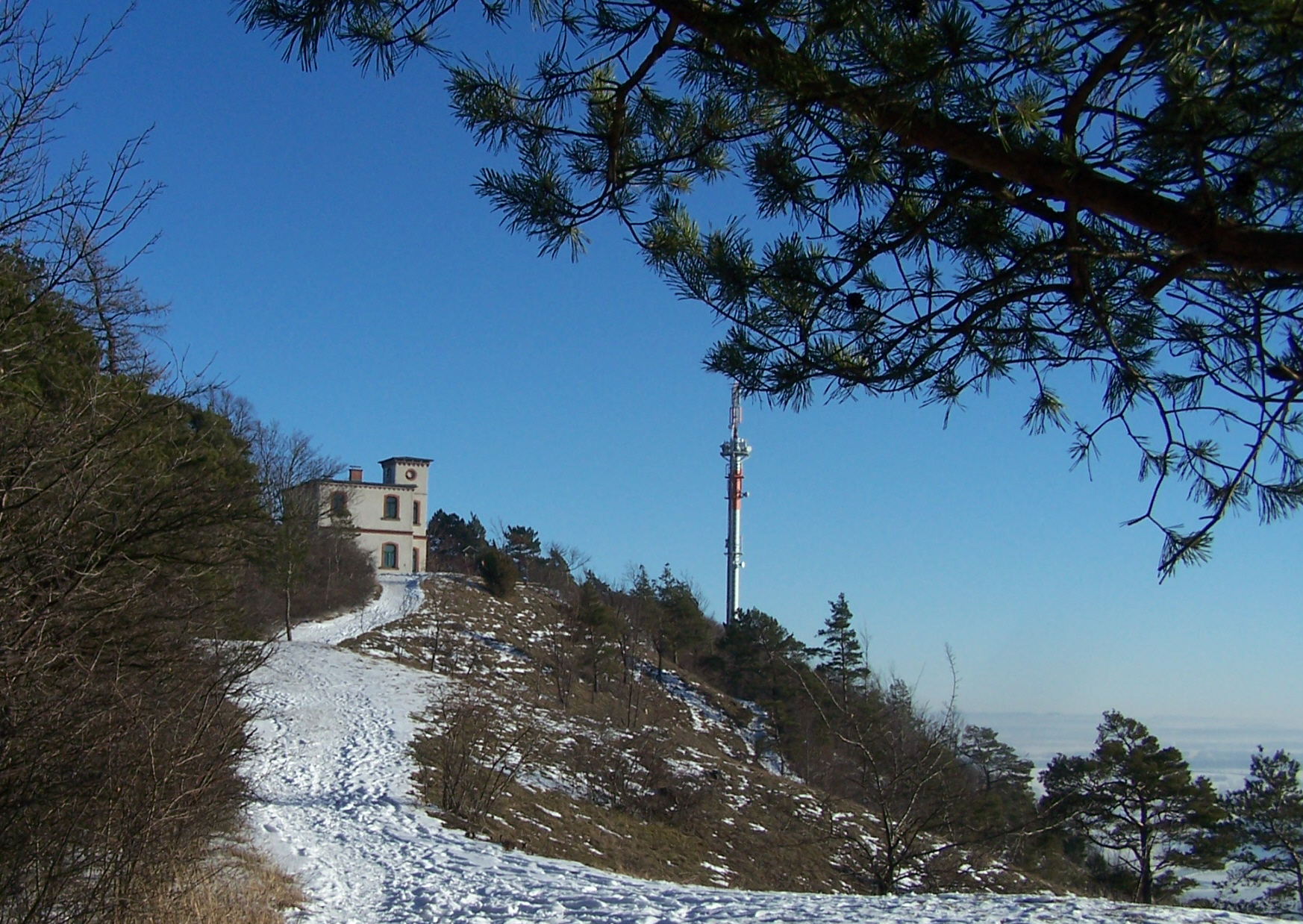
Hörselberghaus

## Geschichte
Die Gründung des Thüringerwald-Vereins im Jahr 1880 war in Thüringen Anlass für die Gründung ähnlicher Vereine in allen Regionen des heutigen Freistaats. Dank der bereits bestehenden Eisenbahnlinie wurden die Hörselberge zu einem der beliebtesten Ausflugsziel für Sommerfrischler aus Eisenach und Gotha.
In der Beschaffung von Erfrischungsgetränken und der Beköstigung von Wanderern und Vereinsgruppen sahen Einwohner aus den Umlandgemeinden eine zusätzliche Einnahmequelle. Zunächst scheiterte dieser Wunsch an den veranschlagten Baukosten. Ein 1886 in Gotha gegründetes Komitee zur Erbauung eines Schutzhauses auf dem Hörselberg blieb beharrlich und nutzte jede Gelegenheit, um Spenden und Baumaterial zu sammeln.  Schon 1888 wurde das Gelände vom Gothaer Zweig des  Thüringerwald-Vereins für 200 Reichsmark von der Gemeinde Hastrungsfeld erworben.
Am 12. Mai 1887 wurde der „Grundstein“ für ein Blockhaus gelegt, man konnte bereits zu Himmelfahrt des gleichen Jahres den Rohbau einweihen. Die als Provisorium gedachte Baude war dem folgenden Ansturm in keiner Weise gewachsen und ermunterte den Vereinsvorstand zum Bau des massiven Hörselberghauses. Neben den 325 Gothaer Vereinsmitgliedern beteiligten sich nun auch die 385 Eisenacher Vereinskameraden bei der Spendensammlung. Am 22. September stand der Rohbau und wurde mit einem Richtfest begangen. Bei Abschluss der Bauarbeiten standen 12.844 Reichsmark an Baukosten zu Buche. Ab 1890, nach der Eröffnung, wurde das Gast- und Schutzhaus an den Hastrungsfelder Schankwirt Ernst Meier verpachtet. Dieser war sehr beliebt und bewirtete 30 Jahre die Gäste.
Pläne für den Bau einer Seilbahn oder Zahnradbahn erfüllten sich wegen der hohen Kosten nicht. Von Kälberfeld wurde mit großer Mühe ein Pfad in den Südhang des Großen Hörselberg geschlagen, er ist der kürzeste aber auch steilste Weg zum Gipfel. Nach der Entdeckung der Tannhäuser-Höhle wurde ein Heimatmuseum in Erwägung gezogen aber auch diese Pläne verliefen im Sande.
Während des Zweiten Weltkrieges blieb das Gebäude verschont und wurde danach von der sowjetischen Besatzungsmacht beschlagnahmt. Schon 1951 wurde der Betrieb als Gasthaus wieder aufgenommen. Im Zuge des Baues eines Sendemastes 1975 wurde eine elektrische Stromleitung zum Gebäude verlegt.
Nach der deutschen Wiedervereinigung wurde das Hörselberghaus weiter ausgebaut und saniert. Es dient wieder als Gaststätte und Vereinsheim.